# María Errázuriz
Pour la Chilienne honorée du titre de Juste parmi les nations, voir María Errázuriz.
María Josefa Errázuriz Echaurren (1861-1922) est une femme chilienne, épouse du président Germán Riesco Errázuriz, et première dame pendant son mandat entre 1901 et 1906.

## Biographie
Elle est la huitième fille, sur un total de treize enfants, issue du mariage entre Federico Errázuriz Zañartu, président du Chili entre 1871 et 1876, et Eulogia Echaurren García-Huidobro, tous deux issus des familles les plus riches et les plus connues de Santiago. Son frère aîné, Federico Errázuriz Echaurren, a été président du Chili entre 1896 et 1901, date de son décès.
Le 7 janvier 1880, elle épouse son cousin Germán Riesco Errázuriz, fils de sa tante Carlota Errázuriz Zañartu et de Mauricio Riesco Droguett, fils de Manuel Riesco de la Vega. Germán Riesco a été président du Chili entre 1901 et 1906, c'est-à-dire qu'il a succédé à son frère Federico. Le couple a eu huit enfants, dont Germán Ignacio Riesco, devenu ministre d'État à deux reprises.
María Errázuriz Echaurren est décédée le 1er mai 1922. Sa tombe se trouve dans le cimetière général de Santiago.